# Panagia (Thasos)
Panagia (griechisch Παναγία (f. sg.)) ist ein Dorf im Nordosten der griechischen Insel Thasos. Der Ort liegt östlich des Ipsarion-Massivs am Fuße des 1.108 m hohen Profiti Ilias in einer von See her nicht einsehbaren Senke, die nach Südosten hin in die Küstenebene an der weiten Bucht von Potamia ausläuft. Der alte Ortskern um die 1831 erbaute, mit antiken Spolien bestückte Kirche Maria Himmelfahrt (Κοιμήσις της Παναγίας) weist als ortsspezifisch eine fast durchgehende Schiefereindeckung der Häuser auf, sowie Kanäle und Brunnen, die von stark strömendem Bergwasser gespeist werden. Die durch den unteren, östlichen Ortsbereich führende Inselrundstraße bietet idealen Anschluss zum nördlich gelegenen Hafen Limenas und in den Süden der Insel in Richtung Aliki.
Aufgrund des stetigen Wasserzuflusses gedeihen ausgedehnte Olivenhaine, Obstkulturen mit Kirschen-, Walnuss-, Maulbeer-, Johannisbrot-, Granatäpfel-, Edelkastanien- und Feigenbäumen aber auch Weinreben und die verschiedensten Gemüsearten. Die meisten Einwohner leben von dem gut entwickelten Pauschaltourismus. Der Ort hat sich zu einem der wohlhabendsten Dörfer der Insel entwickelt.
Zur Ortschaft Panagia (725 Einwohner, 2011) gehört auch der Küstenort Chrysi Ammoudia (Χρυσή Αμμουδιά, 77 Einwohner, 2011) mit seinen Hotels, Restaurants und der als Golden Beach bekannten Badebucht, die wegen seines feinen Sandes als einer bekanntesten Badestrände der Insel gilt.

## Geschichte
Die Siedlung wurde erstmals in Verbindung mit den Piratenüberfällen im 14. Jahrhundert erwähnt. Angesichts der häufigen Raubzüge von Genuesen, Venezianern, Lombarden, Sikelern, Katalanen, Osmanen, Sarazenen und griechischen Roumeliern, die hauptsächlich von Norden her auf der Insel einfielen, gründeten die Einwohner von Limenas als sicheren Rückzugsort das heutige Panagia.

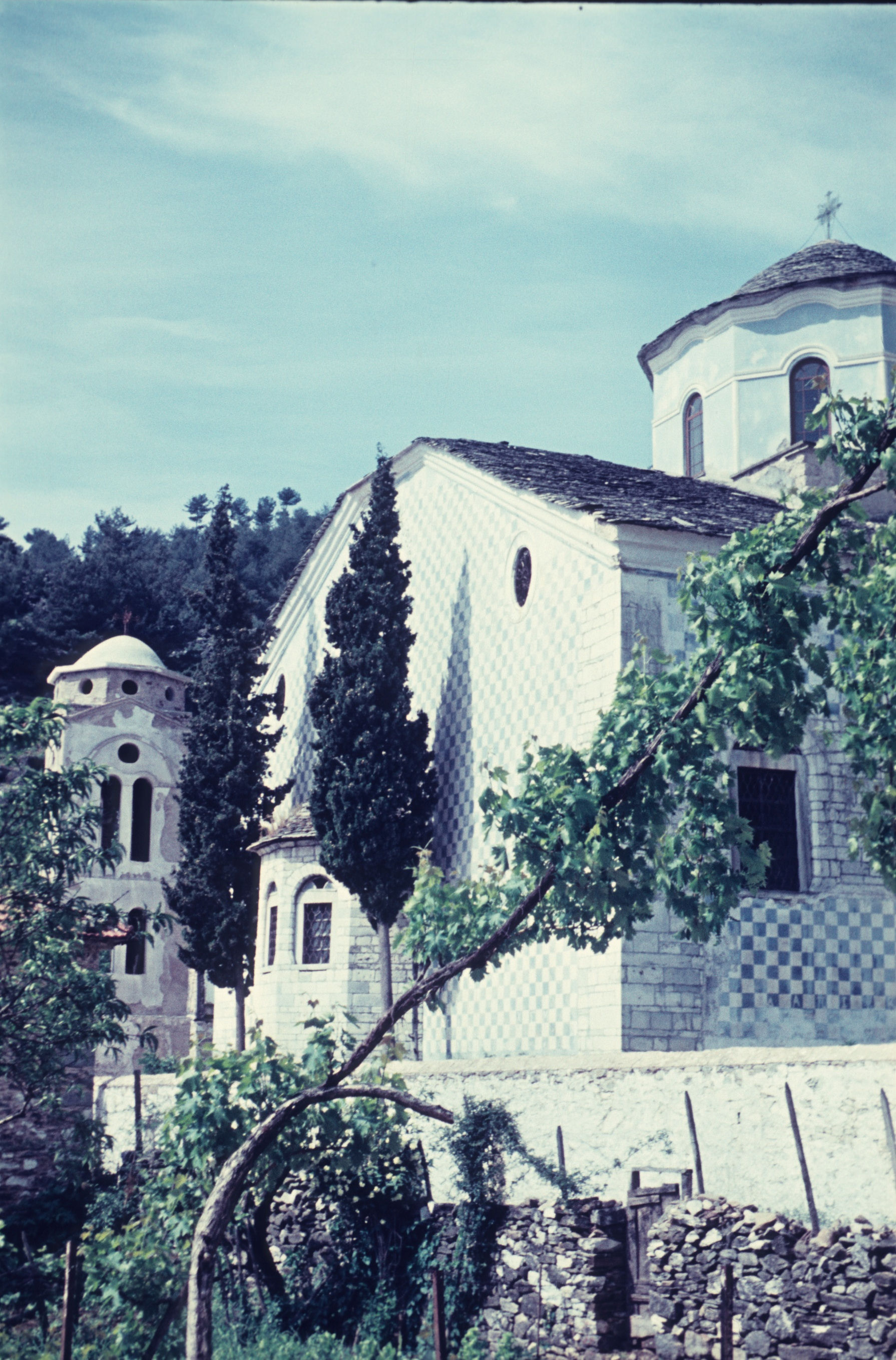
Marienkirche (1957)

Der Ort fungierte über etwa 300 Jahre, bis zu Beginn der ägyptischen Lehenshoheit, als Hauptverwaltungssitz der Insel und wurde 1828 als wohlhabend beschrieben. Panagia wurde 1837 und 1838 geplündert und in Brand gesteckt. Nach der endgültigen Befreiung von der osmanischen Fremdherrschaft nutzte Konstandinidis Chatsi Panagia wiederum ab etwa 1840/58 als Amtssitz des Başçorbacı (Proedros) von Thasos. 1856 bestand die Ansiedlung aus 600 schiefergedeckten, aus marmornen Bruchsteinen erstellten Häusern. Als Hauptort der Insel befand sich hier der Sitz des Mudir mit einer kleinen osmanischen Militäreinheit. Diese Funktion verlor Panagia an Theologos, erlangte sie jedoch nochmals kurzfristig nach Befreiung der Insel von der osmanischen Besetzung.
Aus Panagia stammte der Arzt und Kenner der thasischen Altertümer, Christidis, Freund aller Archäologen, die ab 1858 die Insel bereisten.